# Naver Papago
Naver Papago（韓語：네이버 파파고），简称Papago，是韓國Naver推出的多语种机器翻译服务。Naver聲稱Naver Papago通過神经机器翻译可以从自身的错误中学习。Papago一词来自于世界语中的「鹦鹉」一词。

## 特征
Naver Papago於2017年7月19日正式推出，Naver Papago最初只支持韩语、日语、中文、英语、西班牙语和法语之間互相翻譯，並且只推出智能手机应用，后来推出网站，同時能翻譯的語種也逐步增加。從2019年11月开始，用戶在離線狀態下也能使用Naver Papago。 